# Torre i museu James Joyce
La Torre i museu James Joyce és una torre Martello a Sandycove, Dublín, on James Joyce hi va passar sis nits el 1904. Les escenes inicials de la seva novel·la Ulisses de 1922 tenen lloc aquí, i la torre és un lloc de pelegrinatge per als entusiastes de Joyce, especialment el Bloomsday.

## Història
La torre James Joyce és una de les 50 torres Martello que es van construir a principis del segle xix a Irlanda, principalment al voltant de Dublín, per a defensar-se de l'amenaça de Napoleó Bonaparte.

La torre va ser llogada a l'Oficina de Guerra per l'amic universitari de Joyce, Oliver St. John Gogarty, amb el propòsit d''helenitzar' Irlanda. Joyce es va quedar allà durant sis dies, del 9 al 14 de setembre de 1904. Més tard, Gogarty va atribuir la sortida brusca de Joyce a un incident de mitjanit amb un revòlver carregat. La breu estada de Joyce aquí va inspirar l'inici de la seva gran novel·la Ulisses. La terrassa d'armes amb la seva vista panoràmica i la sala d'estar dins de la torre són molt com els va descriure al seu llibre. Actualment la torre és un museu dedicat a la vida i obres de James Joyce.

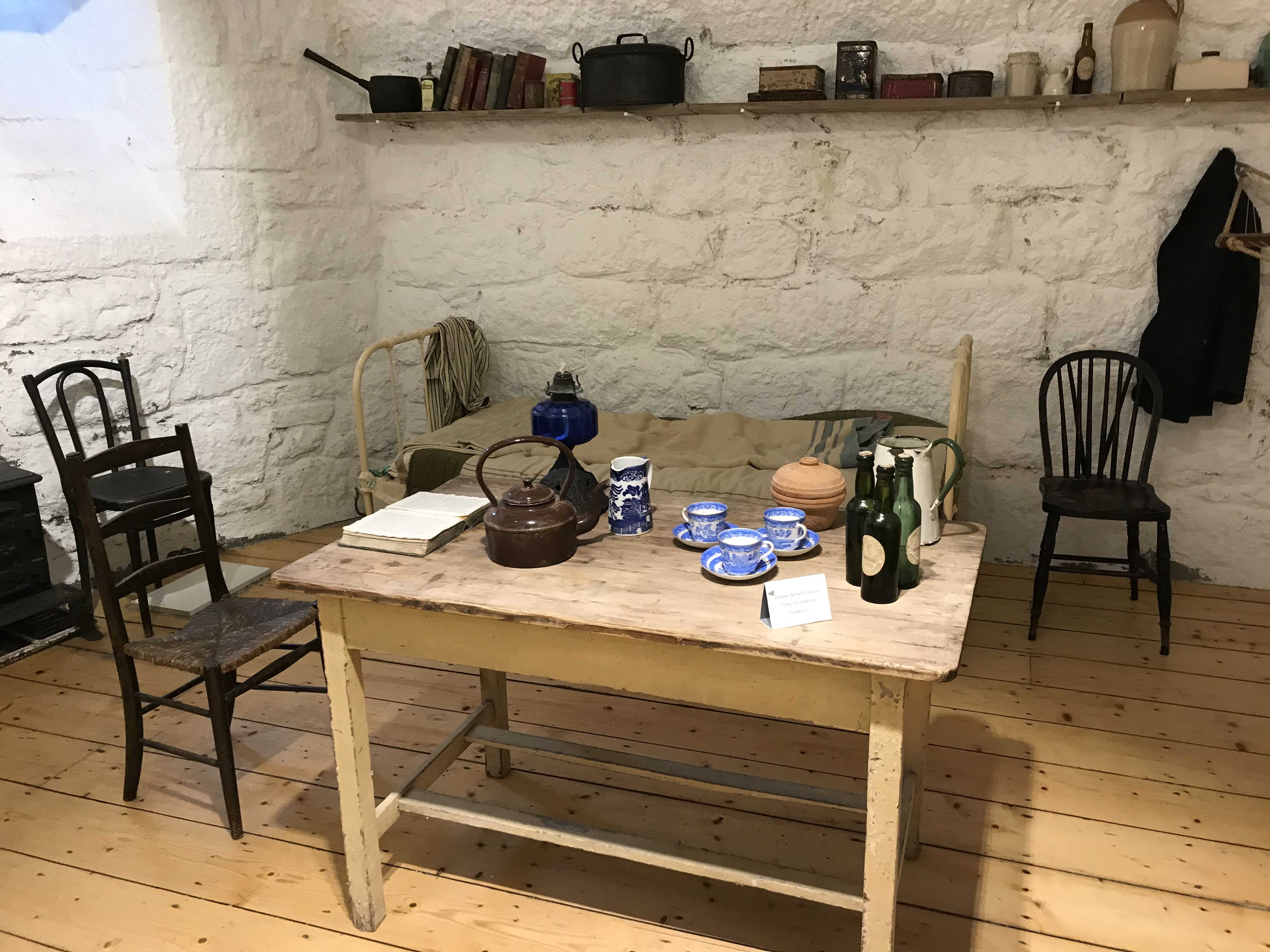
Habitació de la torre
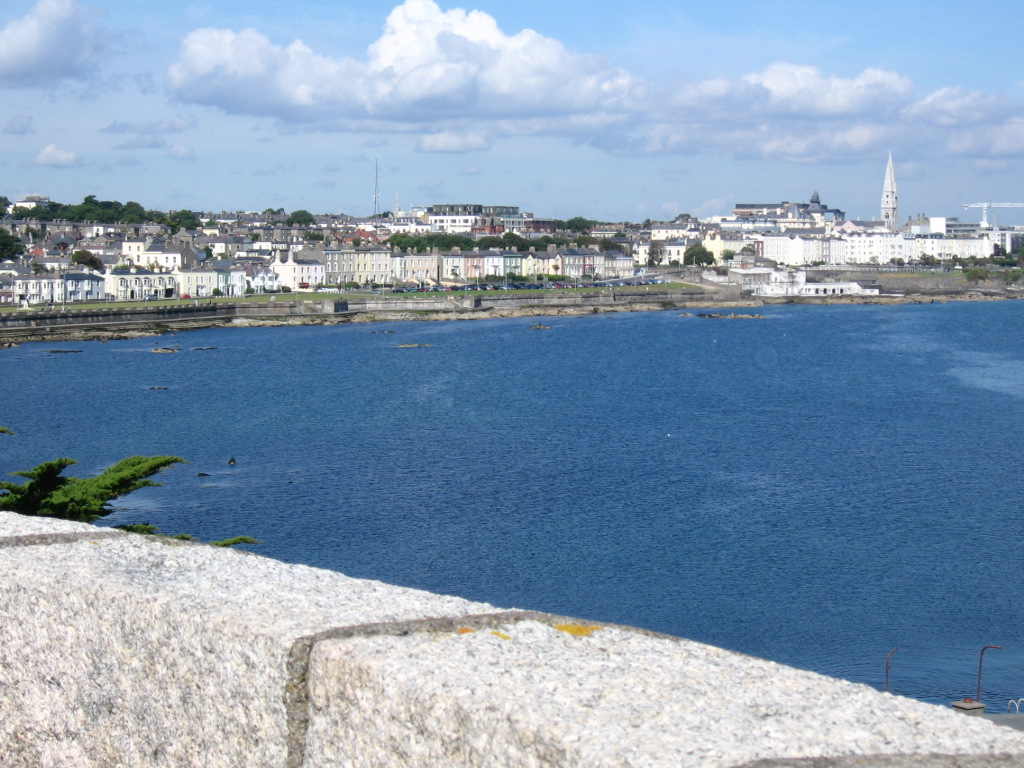
Vistes des de la torre